# Diabolik (còmic)
Diabolik és un personatge de còmic, creat l'any 1962 per Angela i Luciana Giussani i protagonista de la revista homònima editada per l'editorial milanesa Astorina.
En poc temps va arribar a altes circulacions convertint-se en un fenomen de costum estudiat per sociòlegs i experts en comunicació. Va donar lloc al naixement del gènere del fumetto nero Itàlia del qual va ser el precursor generant nombrosos seguidors a partir de l'any 1964, quan va esclatar el fenomen, publicat en el característic format de llibret de butxaca que la revista va fer famós i va imitar després d'haver fet el seu debut en quiosc el novembre de 1962; s'ha publicat sense interrupcions des d'aleshores i va superar els 900 números publicats el 2022. Els primers números de la sèrie han arribat a cotitzacions elevades en el mercat de col·leccionistes. Aleshores, el personatge va tenir dues adaptacions cinematogràfiques, la primera el 1968 dirigida pel director Mario Bava, la segona el 2021 dirigida pels germans Manetti, una sèrie d'animació i un ampli marxandatge. Des de 1962 ha venut prop de 150 milions de còpies.
S'han publicat edicions traduïdes a molts països europeus, americans i africans. L'èxit del personatge és tal que també genera paròdies tant en còmics, com Cattivik, personatge creat per Bonvi el 1965,com Paperinik, creat per Elisa Penna, Guido Martina i Giovan Battista Carpi. per a la Walt Disney Company Itàlia el 1969, ambdues cinematogràfiques, com Arrriva Dorellik dirigida per Steno o Sadik, episodi de la pel·lícula Thrilling. El personatge s'ha utilitzat com a testimoni per a campanyes socials i en anuncis comercials.

## Gènesi del personatge
El personatge va ser creat per Angela Giussani, dona de l'editor Gino Sansoni, que havia creat la seva pròpia editorial dins de l'editorial del seu marit, Astoria, que va anomenar Astorina. Buscant una idea que pogués tenir èxit, va tenir la intuïció de crear un còmic en format de butxaca, que era fàcil de llegir per als viatgers i que després es podia guardar a la butxaca. El públic escollit, desplaçant-se diàriament de tornada de la feina, podria haver estat interessat a llegir alguna cosa que fos atractiva però fàcil de llegir i de curta durada, de manera que es pogués llegir sencer en un viatge curt en tren i també havia de ser barat.
Aleshores, revistes com Grand Hotel estaven gaudint d'un èxit considerable en publicar històries amb colors forts en còmics i Giussani, inspirant-se també en l'editorial del seu marit. La tradició (que des dels anys 50 s'havien publicat amb èxit novel·les que feien picaves a la curiositat de l'època a través de títols morbosos i portades al·lusives) havia entès que, per atreure l'atenció dels lectors potencials, havia de centrar-se en aquests elements creant un personatge que intimidés els lector alhora que despertés també admiració pel geni i la imprudència. Alguna cosa semblant ja existia: Fantômas, un brillant lladre i assassí, un personatge creat per Pierre Souvestre i Marcel Allain, i protagonista d'una sèrie de novel·les d'acompanyament de principis del segle xx que es burlava de la policia i ocultava la seva identitat mitjançant disfresses efectives; No és casualitat que a la història Diabolik: la lunga notte, s'assigni el nom de Souvestre a un contrabandista que és assassinat per Diabolik.
L'origen de Diabolik es pot trobar a les novel·les publicades per entregues als diaris francesos, que normalment eren històries fàcils de consumir sovint amb colors forts amb intrigues, crims i segrestos. No només Fantômas, en què Angela Giussani es va inspirar per crear Diabolik, sinó també Arsène Lupin i Rocambole van ser protagonistes molt atractius de la ficció popular del segle xix. A finals dels anys cinquanta i principis dels seixanta altres publicacions havien aconseguit un cert èxit, com les de l'Editrice Universo, que publicava fulletons còmics de colors forts; i va ser en aquests en els que es va inspirar Giussani, que també es va inspirar en la tradició editorial del seu marit, que havia aconseguit l'èxit publicant títols en què es posava l'accent en aspectes tèrbols i morbosos. El novembre de 1962, inspirat en Fantômas i Fantax, un altre personatge de còmic creat a França el 1946, es va crear Diabolik, un personatge que va rellançar amb èxit el fumetto nero a Itàlia, encara que no hi faltés polèmica sobre la moralitat de l'època. La portada del primer número de la sèrie mostrava un primer pla d'una dona cridant de terror i inclouia termes com "emoció", "malvat" i "terror", així com la frase "per a adults". La importància d'aquesta sèrie de còmics és que ha permès la modernització i el desmantellament d'un sistema en uns quants anys. També es va decidir no contextualitzar les històries d'una manera precisa i reconeixible, sinó situar-les en un món imaginari amb escenaris indefinibles i, per tant, queda molt indeterminat i queden moltes preguntes sense resposta, com ara l'origen mateix del personatge, explicada només l'any 1968 després de 107 números del llibre Diabolik chi sei?. En les primeres històries del personatge, es reprenen seqüències senceres presents a les novel·les de Fantômas, com així com la tècnica de l'analepsis típica de certes novel·les en sèrie. Fantômas era un criminal amb les mateixes habilitats de caballer lladre que Lupin, però amb una maldat que li mancava aquest últim. Els lectors també es van sentir atrets per títols explícits com L'impiccato senza volto (El penjat sense rostre), La campana di sangue (La campana sagnant) o La bara vuota (El taüt buit), però també pel geni del protagonista i el cinisme amb que matava mentre aconseguia escapar sempre de la justícia; totes les característiques que es troben dècades més tard a Diabolik. L'aparició del policia Juve i el jove periodista Fando són només algunes de les nombroses cites de Fantomas que es troben als còmics de Diabolik, que posteriorment es van basar en temes i inspiracions originals.
Per als trets de Diabolik Giussani es va inspirar en l'actor Robert Taylor, mentre que els d'Eva Kant, en la princesa de Mònaco Grace Kelly.

## Trajectòria editorial
Angela Giussani, també va ser l'autora dels primers guions i, a partir del núm. 14, va ser recolzada en la creació de les històries per la seva germana petita Luciana. La sèrie es va estrenar al novembre de 1962 editada per l'editorial Astorina que vaí continuar les seves publicacions durant més de cinquanta anys; els primers quatre anys la publicació es va dividir en dues sèries, la primera publicada entre 1962 i 1964 i la segona l'any 1965 mentre que a partir de 1966 es va fer la divisió per anys. A més de les germanes Giussani, els guions han inclòs autors com Giancarlo Berardi, Pier Carpi, Alfredo Castelli, Nino Cannata, Giancarlo Malagutti i molts altres com Mario Gomboli, director de l'editorial i Patricia Martinelli, anterior directora de la publicació; diversos dibuixants s'han alternat en el temps amb la creació gràfica del personatge, entre ells: Angelo Zarcone (autor només del primer número), Sergio Zaniboni, Brenno Fiumali (també autor de la primera portada), Enzo Facciolo, Elio Silvestri, Franco Paludetti, Remo Berselli (creador també de portades), "Kalissa" Giacobini, Flavio Bozzoli, Lino Jeva, Eros Kara, Luigi Marchesi (redibuixa entre altres coses el primer número per a la reimpressió), Giorgio Montorio, Glauco Coretti, Giancarlo Alessandrini, Leo Cimpellin, Giovanni Freghieri, Carlo Peroni i altres com Mario Cubbino, Gabriele Pennacchioli.
El format dels llibres de Diabolik, prou petit com per ser de mida de butxaca (11,5x16,9 cm), va ser dissenyat per satisfer les necessitats dels viatgers que Angela Giussani observava cada matí des de casa seva, a prop de l'estaciói es va convertir també en l'estàndard per a tots els imitadors.
El primer numero va tenir una portada realitzada per Brenno Fiumali, mentre que la història va ser dibuixada per un autor indicat només pel cognom: Zarcone (les rastres del qual, curiosament, s'han perdut des de llavors). La trama està pensada perquè el lector no sàpiga al principi qui és realment Diabolik, que esdevé una figura inquietant i imprevisible. Tanmateix, la resposta inicial de vendes no va ser satisfactòria i no es va decidir publicar el següent número fins després de tres mesos, el febrer de 1963. El tercer número es va publicar al març; és el primer dibuixat professionalment per Luigi Marchesi i veu el debut de la seva companya fixa, Eva Kant.
El primer distribuïdor va ser Ingoglia, una petita empresa de Milà a la qual Astorina va confiar la distribució dels primers 17 números de la sèrie i després va passar a Sodip que la distribuiria en els següents anys; amb el pas a la nova distribuïdora, a partir d'agost de 1964, també es van reeditar els 17 primers números de la sèrie; els dos primers números també es van redissenyar i la portada del primer número presenta petites diferències respecte a l'original. Amb el pas dels anys, a causa de les peticions dels lectors, els primers números de la sèrie els primers números de la sèrie es van reimprimir dins de la sèrie regular fins que es va decidir publicar una nova sèrie per reimprimir tota la sèrie des del principi, Diabolik R, publicada des de 1978 fins al setembre de 2018 al núm. 687 després unida per un segona, Diabolik SWIISSS, editada des de 1994. El número inèdit té el llom vermell, la primera reedició és blanca i la segona és negra.
La sèrie també es va publicar fora d'Itàlia: Argentina, Brasil, Colòmbia, Finlàndia, Bèlgica, Mèxic, França, Alemanya, Dinamarca (amb el nom de "Satanás"), Grècia, Israel, Països Baixos, Polònia, Romania, Espanya, Estats Units i Iugoslàvia. L'any 2009 es va publicar una història ("Il Re del Terrore" (El rei del terror)) traduïda a l'esperanto.

### DK
L'any 2012 es va presentar a Lucca Comics un volum titulat "DK: work in progress", en el qual només el primer capítol es va completar amb dibuixos i colors i dos capítols es van crear només amb tinta, després seguit de seixanta dibuixos a llapis i vint pàgines de guió. Del darrer capítol només s'havia indicat el tema. L'abril de 2013 la història completa es va publicar a Il grande Diabolik amb el títol "DK: Io so chi non sono".
El novembre de 2015, Astorina va presentar un nou projecte editorial titulat DK que presenta una versió alternativa del personatge publicada en color en el format típic del còmic nord-americà i venuda a les llibreries composta per 2 temporades. Totes les històries completes s'han recopilat en un sol volum titulat DK. L'altre Diabolik publicat per Oscar Ink.

## Biografia del personatge
El personatge de Diabolik és inicialment un lladre molt despietat, un assassí que gairebé sempre aconsegueix portar a terme els seus plans criminals. Inicialment compromès amb Elisabeth Gay, coneix després la meravellosa Eva Kant, que es convertirà en la seva companya de vida i també en la seva còmplice de més confiança, robant sense escrúpols famílies riques, bancs o altres personatges, que al seu torn s'han enriquit sovint de manera il·lícita. ; amb la recaptació dels robatoris es garanteixen una vida còmoda, a més de finançar nous i complexos plans criminals. Amb el temps el personatge adquirirà la seva pròpia moral fent-se més humà, però continuant sempre sent un criminal; fins i tot la seva companya, Eva Kant, evoluciona amb el temps des d'una amant submisa fins a una còmplice indispensable.

## Personatges secundaris
Elizabeth "Tina" Gay: infermera amb qui Diabolik establirà una breu relació després de conèixer-la a l'hospital. En el tercer episodi de la sèrie, després d'una llarga sèrie d'investigacions, descobrirà qui és realment l'home de qui es va enamorar i el denunciarà. Ella acabarà tancada en un manicomi.

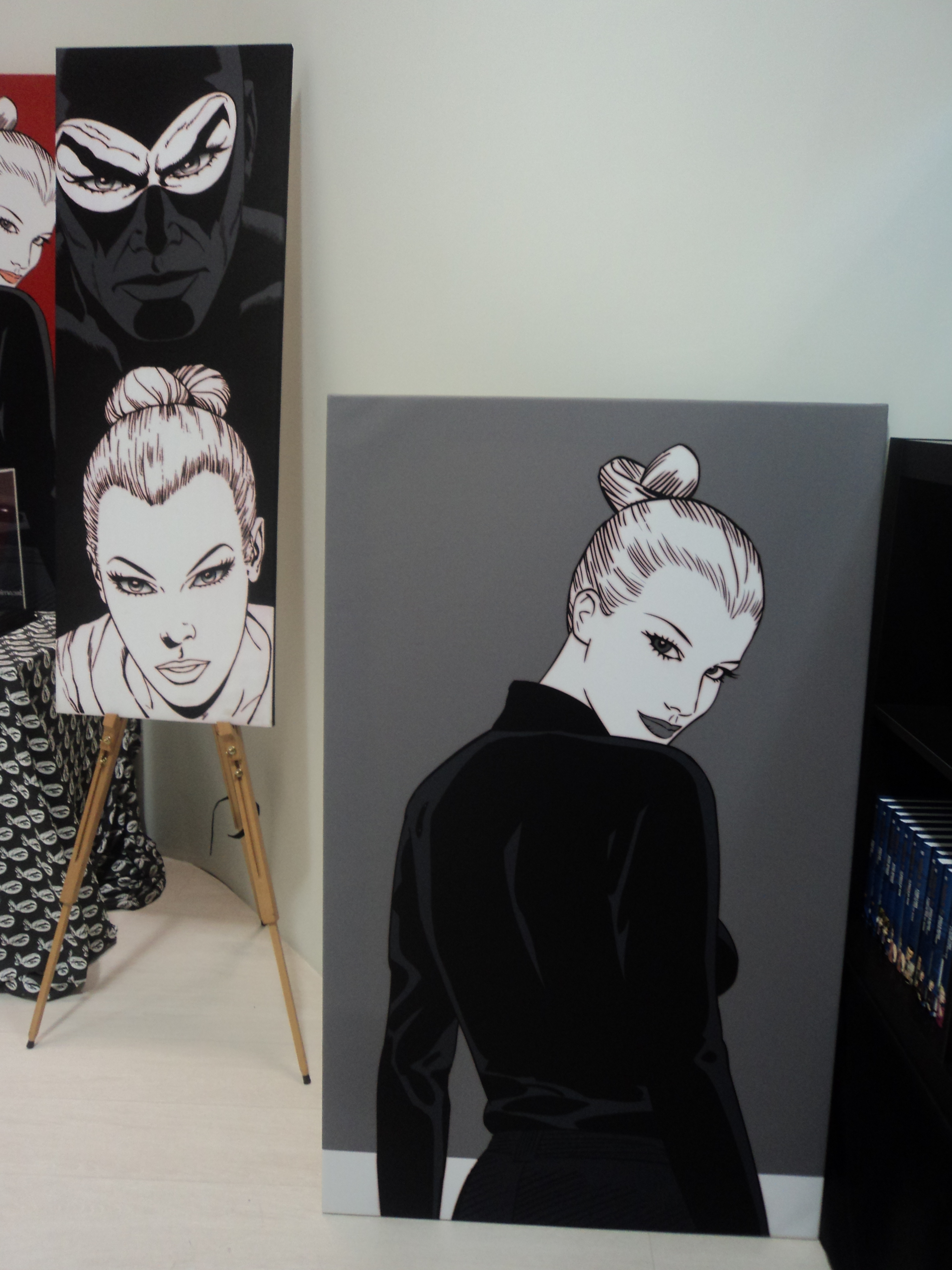
Dibuixos d'Eva Kant i Diabolik dels còmics.

Eva Kant: debuta al tercer número de la sèrie (La detenció de Diabolik) i de seguida troba en Diabolik la parella ideal; Era la vídua de Lord Antony Kant i coneix Diabolik quan el descobreix mentre intenta robar-li un anell. Converteix-te en la seva parella i participa activament en els seus crims. Amb el temps el personatge ha anat evolucionant: a les primeres històries la dona tenia un paper decididament subordinat a Diabolik, i sovint es retratava com a desesperada per haver-se trobat en una vida de malson, de la qual no pot escapar pel gran amor que li donava. ha nodrit per al gran criminal. En un àlbum, Diabolik fins i tot intenta estrangular-la després de la seva desobediència (només per després retrocedir en nom del seu amor). Amb el temps, però, la relació home-dona i parella entre Diabolik i Eva s'ha anat convertint en una igualtat perfecta, a diferència del que passa en gairebé totes les relacions entre parelles d'altres còmics. Lady Kant s'ha convertit en la contrapartida ideal de Diabolik, agafant-ne les característiques fonamentals del seu ésser; el mateix li va passar a ell, que va adquirir alguns aspectes del seu caràcter de la seva dona. Eva també s'ha imposat al lector com a model d'estil, sobretot per la seva independència i al llarg dels anys ha aparegut com una icona visual en la publicitat i en la moda femenina, però sobretot com un model modern de feminitat (una característica accentuada). en particular en el període comprès entre finals de la dècada de 1960 i 1970).
Ginko: és un policia intel·ligent, decidit i recte, és extremadament lleial al seu oponent i fa molt de temps que intenta capturar Diabolik. Arrestar Diabolik hauria estat el seu somni, la seva raó de viure, de vegades arribar molt a prop de la porteria però Diabolik i Eva Kant sempre aconsegueixen sortir-se'n amb la seva. És l'antagonista de la sèrie, com l'Inspector Juve a la de Fantômas.
Gustavo Garian: és fill d'un antic antiquari adinerat (la primera víctima del Rei del Terror) i el millor amic de l'inspector Ginko; és el primer personatge que apareix al còmic i el primer a pronunciar el nom Diabolik. La seva història inicial es correspon amb la de Charles Lambert a la primera novel·la de Fantômas, un jove inculpat del crim comès per aquest.
Althea de Vallenberg: Althea de Vallenberg, nascuda Von Waller, és la parella de Ginko. És vídua del duc de Vallenberg, cosina del rei de Beglait. La veu evolució des del personatge d'espatlla de Ginko, confident de pensaments com en el passat era el paper de Gustavo Garian, fins a un digne company de l'inspector, portant molt bé la relació entre Diabolik i Eva Kant, amb qui, a més, col·labora en algunes situacions gairebé sempre per salvar o protegir el mateix Ginko o altres persones properes a ella.
King: és un magnat ric propietari de l'illa on creix Diabolik, cap d'una gran organització criminal que opera a tot el món mitjançant el contraban d'objectes de valor; és assassinat pel mateix Diabolik que havia entès que King l'hauria eliminat al seu torn per robar el secret de fer les màscares. Més tard apareixerà en altres històries, però només com un flashback o record de Diabolik.
Walter Dorian: la seva única aparició té lloc l'any 2006 a la primavera del Gran Diabolik, mentre que el seu nom, utilitzat per Diabolik, només està present als tres primers números de la sèrie. Aquesta és la primera identitat falsa utilitzada per Diabolik. La identitat falsa s'exposa al tercer número i durant els pròxims quaranta anys aquest nom no es tornarà a escoltar. Walter Dorian era un cap de Clerville que operava al Deccan. Ronin, un amic de Diabolik, va cometre l'error d'investigar-lo i en Dorian es va venjar matant ell, els seus alumnes i destruint l'escola d'arts marcials. Diabolik sabia que era el seu doble perfecte i va decidir ocupar el seu lloc. Després de ser atacat i gairebé assassinat, Dorian acaba en mans d'un exèrcit, que el manté presoner durant molts anys. Un cop lliure, torna a Clerville, on, després de revelar la veritat sobre ell, s'enfrontarà amb Diabolik.